# Giovanni II di Cappadocia
Giovanni II di Cappadocia (V secolo – 19 gennaio 520) è stato un arcivescovo bizantino, che ha ricoperto la carica di Patriarca ecumenico di Costantinopoli tra il 518 e il 520, durante il regno dell'imperatore bizantino Anastasio I dopo una condanna forzata del Concilio di Calcedonia.
Il suo breve patriarcato è memorabile per le celebri Acclamazioni di Costantinopoli e per la riunione di Oriente e Occidente dopo uno scisma durato 34 anni.

## Biografia
Alla morte di Timoteo I, Giovanni di Cappadocia, che aveva designato come suo successore, era presbitero e cancelliere della Chiesa di Costantinopoli. 
Il 9 luglio 518, il lungo regno di Anastasio terminò e gli successe l'ortodosso Giustino. Domenica 15 luglio, il nuovo imperatore entrò nella cattedrale e il patriarca, accompagnato da dodici prelati, si fece largo tra le folle che affollavano ogni angolo. Mentre si avvicinava alla pedana rialzata dove sorgeva il pulpito, sorsero delle grida: "Lunga vita al patriarca! Lunga vita all'imperatore! Perché restiamo scomunicati? Perché non abbiamo comunicato questi anni? Sei cattolico, cosa temi, degno servitore della Trinità? Scartate Severo il Manicheo! O Giustino, nostro imperatore, tu vinci! Questo istante proclama il sinodo di Calcedonia, perché regna Giustino". Queste e altre grida continuarono. La processione passò nella tribuna, ma la congregazione eccitata continuò a gridare fuori dai cancelli del coro in tensioni simili: "Non uscirai se non anatematizzi Severo", riferendosi al patriarca eretico di Antiochia. Il patriarca Giovanni, avendo nel frattempo guadagnato tempo per la riflessione e la consultazione, uscì e salì sul pulpito, dicendo: "Non c'è bisogno di disturbo o tumulto; nulla è stato fatto contro la fede; riconosciamo per ortodossi tutti i concili che hanno confermato i decreti di Nicea, e principalmente questi tre: Costantinopoli, Efeso e il grande concilio di Calcedonia ". 
La gente era determinata ad avere una decisione più formale e continuò a gridare per diverse ore, mescolandosi alle loro precedenti grida come queste: "Fissa un giorno per un festa in onore di Calcedonia!" "Commemora il santo sinodo domani stesso!". Essendo così deciso il popolo, il diacono Samuele fu incaricato di annunciare la festività desiderata. Eppure la gente continuava a gridare con tutte le sue forze, "Severo ora deve essere anatematizzato; anatematizzatelo in questo istante, o non si fa nulla!". Il patriarca, vedendo che qualcosa doveva essere risolto, si consultò con i dodici prelati presenti, che accettarono la scomunica di Severo. Questo concilio estemporaneo e intimidito recò quindi un decreto per acclamazione: "È chiaro a tutti che Severo nel separarsi da questa chiesa si è condannato. Seguendo, quindi, i canoni e i Padri, lo riteniamo alieno e condannato a causa delle sue bestemmie e noi lo anatematizziamo". Le cupole di Santa Sofia risuonarono di grida di trionfo e la folla si disperse. Fu una giornata ricordata a Costantinopoli. 
Il giorno successivo ebbe luogo la promessa commemorazione di Calcedonia. Ancora una volta, mentre il patriarca faceva il suo ingresso processionale e si avvicinava al pulpito, sorsero i clamori: "Riporta in chiesa le reliquie di Macedonio! Riporta gli esiliati per la fede! Lascia che le ossa dei Nestoriani siano diseppellite! Lascia che le ossa degli eutichiani vengano diseppellite! Scaccia i Manichei! Metti i quattro concili nei dittici! Metti Leone, vescovo di Roma, nei dittici! Porta i dittici sul pulpito!". Continuando questo tipo di grida, il patriarca rispose: "Ieri abbiamo fatto ciò che era abbastanza per soddisfare il mio caro popolo, e faremo lo stesso oggi. Dobbiamo prendere la fede come nostra inviolabile fondazione; ci aiuterà a riunire le chiese. Quindi glorifichiamo con una sola bocca la Trinità santa e consustanziale ". Ma la gente continuava a urlare: "In questo istante, non lasciare che nessuno esca! Io ti abiuro, chiudi le porte! Non temi più Amanzio il Manicheo! Regna Giustino, perché temi Amanzio?" e continuarono. Il patriarca cercò invano di portarli alla ragione. Fu un'esplosione di entusiasmo ed eccitazione a lungo repressi sotto la repressione eterodossa. Alla fine il patriarca fu obbligato a inserire nei dittici i quattro concili di Nicea, Costantinopoli, Efeso e Calcedonia, e i nomi di Eufemio e Macedonio, patriarchi di Costantinopoli e Leone, papa di Roma. Quindi la moltitudine cantò per più di un'ora, "Benedetto il Signore Dio d'Israele, poiché ha visitato e redento il Suo popolo!". Il coro si radunò sulla piattaforma rialzata e, girando verso est, cantò il Trisagion, tutta la gente ascoltava in silenzio. Quando arrivò il momento per la recitazione dei nomi dei vescovi defunti dai dittici, la moltitudine si chiuse in silenzio attorno alla tavola santa; e quando il diacono ebbe letto i nuovi inserimenti, sorse un potente grido: "Gloria a Te, o Signore!".
Per autenticare ciò che era stato fatto, Giovanni riunì il 20 luglio un sinodo di 40 vescovi, che si trovava nella capitale. I quattro concili ecumenici e il nome di Papa Leone furono incisi nei dittici. Severo di Antiochia fu anatemizzato dopo un esame delle sue opere in cui fu scoperta una chiara condanna di Calcedonia. Giovanni scrisse a Giovanni III di Gerusalemme e ad Epifanio di Tiro, raccontando loro la buona notizia delle acclamazioni e del sinodo. Le sue lettere furono accompagnate dagli ordini di Giustino di restaurare tutti coloro che erano stati banditi da Anastasio e di iscrivere il consiglio di Calcedonia nei dittici. A Gerusalemme e a Tiro c'era una grande gioia. Molte altre chiese si dichiararono per Calcedonia, e durante il regno di Giustino 2.500 vescovi diedero la loro adesione e approvazione. Poi è arrivata la riconciliazione con Roma. L'imperatore Giustino scrisse al papa una quindicina di giorni dopo la scena delle acclamazioni, implorandolo di promuovere i desideri del patriarca Giovanni per la riunione delle chiese. Giovanni scrisse dicendo che aveva riconosciuto i quattro concili ecumenici e che i nomi di Leone e dello stesso Ormisda erano stati inseriti nei dittici. Una delegazione fu inviata a Costantinopoli con le istruzioni secondo cui Acacio doveva essere anatematizzato esplicitamente, ma che Eufemio e Macedonio potevano essere passati sotto silenzio. 
Gli incaricati arrivarono a Costantinopoli il 25 marzo 519. Giustino ricevette le lettere del papa con grande rispetto e disse agli ambasciatori di giungere a una spiegazione con il patriarca, che all'inizio desiderava esprimere la sua adesione sotto forma di lettera, ma accettò scrivere una piccola prefazione e mettere dopo di essa le parole di Ormisda, che copiò nella sua grafia. Due copie furono inviate dai legati a Roma, una in greco e l'altra in latino. L'imperatore, il senato e tutti i presenti erano felicissimi di questa ratifica della pace. 
Il segno della transizione permaneva; ora dovevano cancellare dai dittici i nomi di cinque patriarchi - Acacio, Fravitta, Eufemio, Macedonio e Timoteo - e due imperatori - Zenone e Anastasio I. Tutti i vescovi di Costantinopoli diedero il loro consenso per iscritto; così fecero tutti gli abati, dopo alcune discussioni. Il giorno di Pasqua fu promulgata la pacificazione. La corte e il popolo, altrettanto entusiasti, si riversarono su Santa Sofia. Le volte risuonavano di acclamazioni in lode di Dio, dell'imperatore, di San Pietro e del papa di Roma. Gli oppositori, che avevano profetizzato la sedizione e il tumulto, erano delusi in modo significativo. Mai nella memoria aveva partecipato all'Eucaristia un numero così vasto di fedeli. L'imperatore inviò un resoconto delle risoluzioni in tutte le province e gli ambasciatori trasmisero il loro rapporto a Roma, dicendo che rimanevano solo i negoziati con il Patriarca di Antiochia. Giovanni scrisse a Ormisda per congratularsi con lui per l'ottimo lavoro e per offrirgli il merito del suo successo. Poco dopo, il 19 gennaio 520, Giovanni morì. 